# ユン・チャンヨン
ユン・チャンヨン（朝: 윤찬영、英: Yoon Chan-young、2001年4月25日 - ）は、韓国の俳優。子役時代から活動している。ユン・チャニョンの表記もみられる。近年、『今、私たちの学校は…』などの出演で知られる。

## 経歴
2020年、Netflixの配信ドラマ『今、私たちの学校は…』にて生徒の1人として出演することが分かり、2022年1月から配信され、人気を博している。

## 出演

### ドラマ
2014年
- カプトンイ 真実を追う者たち - リュ・テオ（少年時代）

2015年
- 風船ガム - パク・リファン（少年時代）

2017年
- ハベクの新婦 - シン・フエ（少年時代）
- 王は愛する - ワン・リン（少年時代）
- おしえて! イルスン - キム・ジョンサム（少年時代）

2018年
- 30だけど17です - コン・ウジン（少年時代）

2019年
- 医師ヨハン - イ・ギソク

2020年
- 誰も知らない - チュ・ドンミョン
- ブラームスは好きですか? - ソン・ジミン

2022年
- 今、私たちの学校は… - イ・チョンサン
- 少年非行 - コン・ユンタク

### 映画
2017年
- あなたの頼み - ジョンウク

2019年
- 君の誕生日 - スホ